# Струтовський Михайло Іванович
Миха́йло Іва́нович Струто́вський (нар. 30 серпня 1910 — пом. 6 травня 1983) — повний кавалер ордена Слави, в роки Радянсько-німецької війни сапер 558-го окремого саперного батальйону 309-ї стрілецької дивізії 1-ї гвардійської армії 1-го Українського фронту.

## Біографія
Народився 30 серпня 1910 року в селі Малих Мошківцях (нині Андрушівського району Житомирської області України) в сім'ї селянина-бідняка. Закінчив 4 класи місцевої школи в 1924 році і п'ять років працював у господарстві батьків. У 1929 році став робітником Червоненського спиртового заводу, а через два роки поїхав на шахти Донбасу. Звідти у 1933 році був призваний до Червоної Армії. Служив на Далекому Сході, а після звільнення в запас аж до 1941 року працював у рідному колгоспі ім. Косіора (пізніше «Жовтень») на різних роботах. 10 травня 1941 року Михайло був призваний на армійську перепідготовку, де його і застала війна.
З перших днів війни служив у 400-му окремому саперному батальйоні сапером-мінером. В боях під Коростенем був поранений і з липня по жовтень 1941 року знаходився в евакогоспіталі. Після одужання його направили у 137-й стрілецький полк, в якому воював по листопад того ж року. Друге поранення — і знову госпіталь по січень 1942 року. Потім 213 стрілецький полк, де М. Струтовський командує відділенням. У вересні 1942 року в боях під Тулою втретє поранений. Через два місяці — знову фронт, 309 стрілецький полк, Струтовський — старшина роти.
У березні 1944 року Струтовський разом з бійцями біля сіл Дзеленці і Мочулинці (Волочиський район Хмельницької області) встановив три групи протитанкових мін, на яких підірвалися кілька бойових машин ворога. Під вогнем підірвав міст, перегородивши шлях ворожим танкам. 7 травня 1944 року нагороджений орденом Слави 3-го ступеня.
6—14 січня 1945 року старший сержант Струтовський з підлеглими біля населеного пункту Опатув (на північний захід міста Сандомир, Польща) проробив вісім проходів в мінних полях і дротових загородах противника. 15 січня 1945 року, проробивши проходи в загородах ворога, провів через них стрілецькі підрозділи, одним з перших увірвався у ворожу траншею. 27 лютого 1945 року нагороджений орденом Слави 2-го ступеня.
5 лютого 1945 року за 8 км східніше міста Лігніц (нині Легніца, Польща) Струтовський з відділенням зробив три проходи в мінних полях противника, першим досяг його траншеї, в сутичці убив понад 10 піхотинців. 11 лютого 1945 року встановив 45 протитанкових мін, на яких підірвалися два бронетранспортери. 22 лютого 1945 року в бою за місто Бреслау (нині Вроцлав, Польща) розчистив дві барикади, знешкодив 10 мін. 10 квітня 1945 року нагороджений орденом Слави 1-го ступеня.
Демобілізований згідно з Указом Президії Верховної Ради СРСР 1 жовтня 1945 року. Після демобілізації працював у колгоспі «Жовтень» бригадиром рільничої бригади, завідував тваринницькою фермою, був бригадиром будівельної бригади до виходу на пенсію в 1970 році.

Погруддя в Андрушівці

Помер 6 травня 1983 року.

## Нагороди
- Орден Вітчизняної війни 1-го ступеня;
- Орден Червоної Зірки;
- Орден Слави трьох ступенів;
- Медалі.

## Пам'ять
У місті Андрушівці на Алеї Слави встановлено погруддя Михайла Струтовського.
На честь 65-річчя визволення України громада села Малих Мошківець увіковічнила ім’я свого  земляка, назвавши одну з вулиць села іменем Струтовського.